# 北薩爾茨堡阿爾卑斯山脈

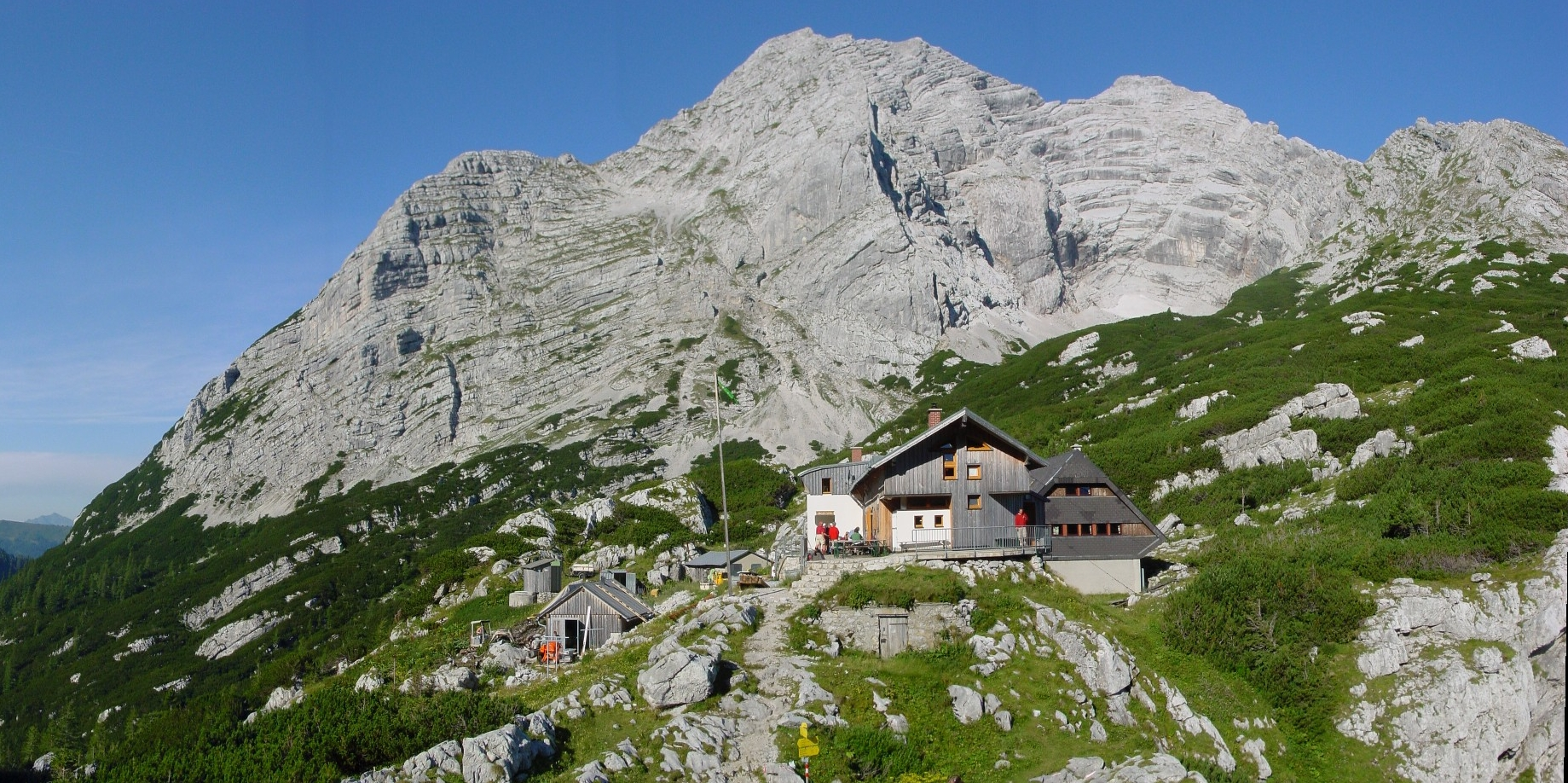

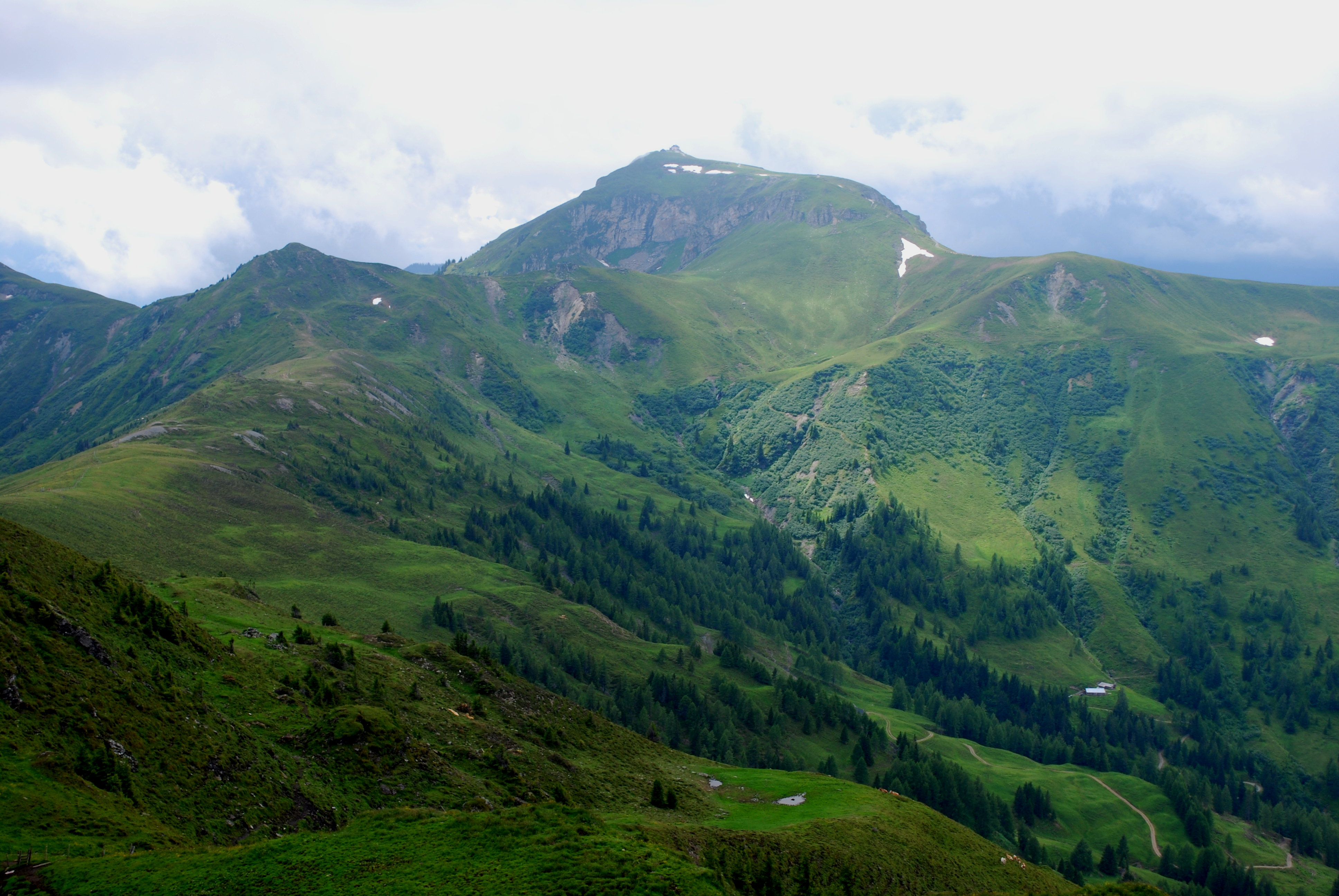

北薩爾茨堡阿爾卑斯山脈（德語：Salzburger Nordalpen）是歐洲的山脈，是北石灰岩山脉的一部分，橫跨奧地利薩爾茨堡州和德國巴伐利亞，最高點海拔高度2,941米，山體由沉積岩組成。